# Phagocata morgani
Phagocata morgani är en plattmaskart som först beskrevs av Stevens och Boring 1906.  Phagocata morgani ingår i släktet Phagocata och familjen Planariidae.

## Underarter
Arten delas in i följande underarter:
- P. m. morgani
- P. m. polycelis